# Pontikonisi

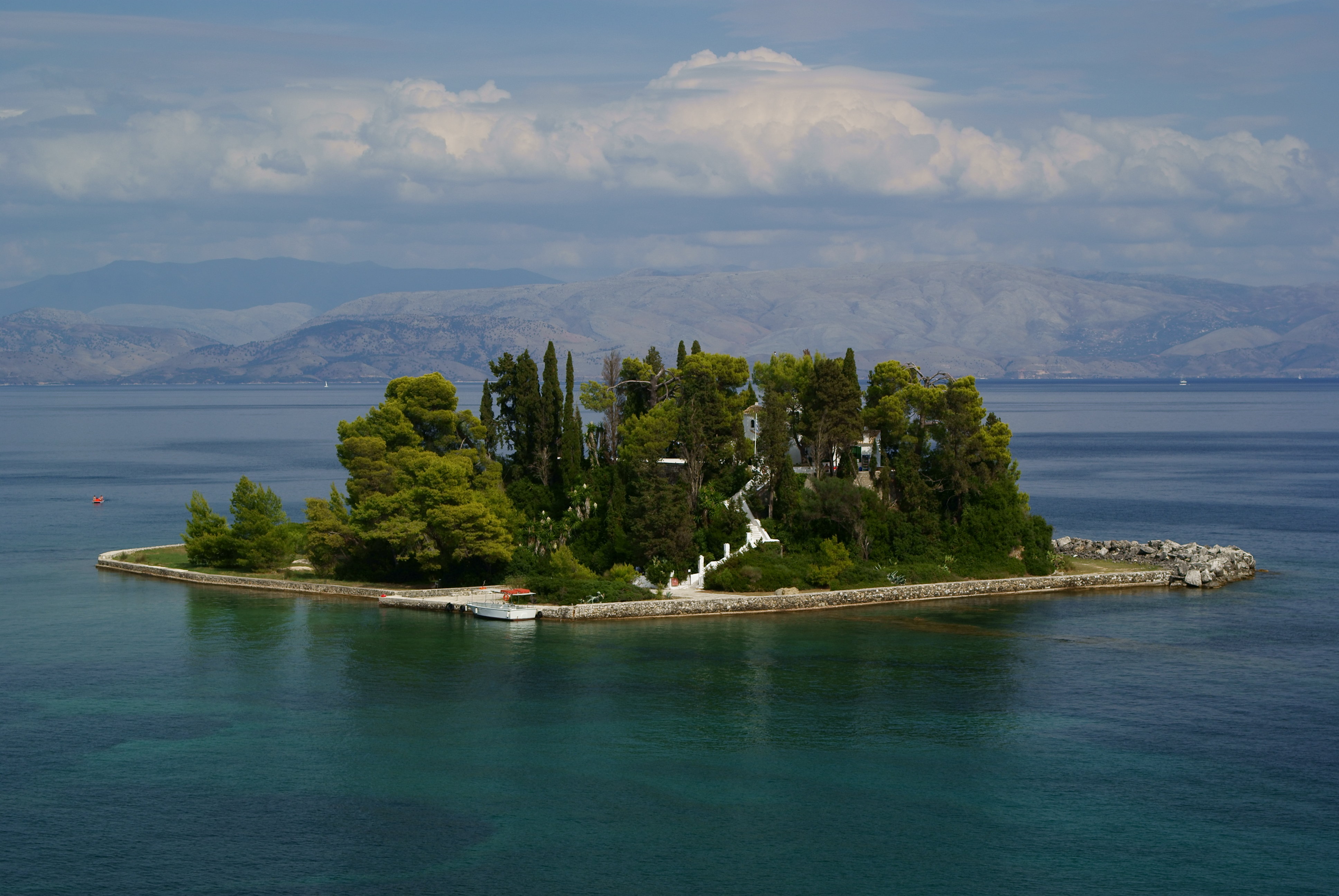
Ilha de Pontikonisi

Pontikonisi (em grego:  Ποντικονήσι, "ilha do rato") é uma ilhota grega próxima à ilha de Corfu, no extremo oeste do país. Sua característica mais proeminente é uma capela bizantina dedicada ao Cristo Pantokrator, datada do século XI ou XII.
Especula-se que a ilha de Pontikonisi tenha sido como inspiração para a pintura de Arnold Böcklin, A Ilha dos Mortos, dentre outras sugestões.

## Galeria

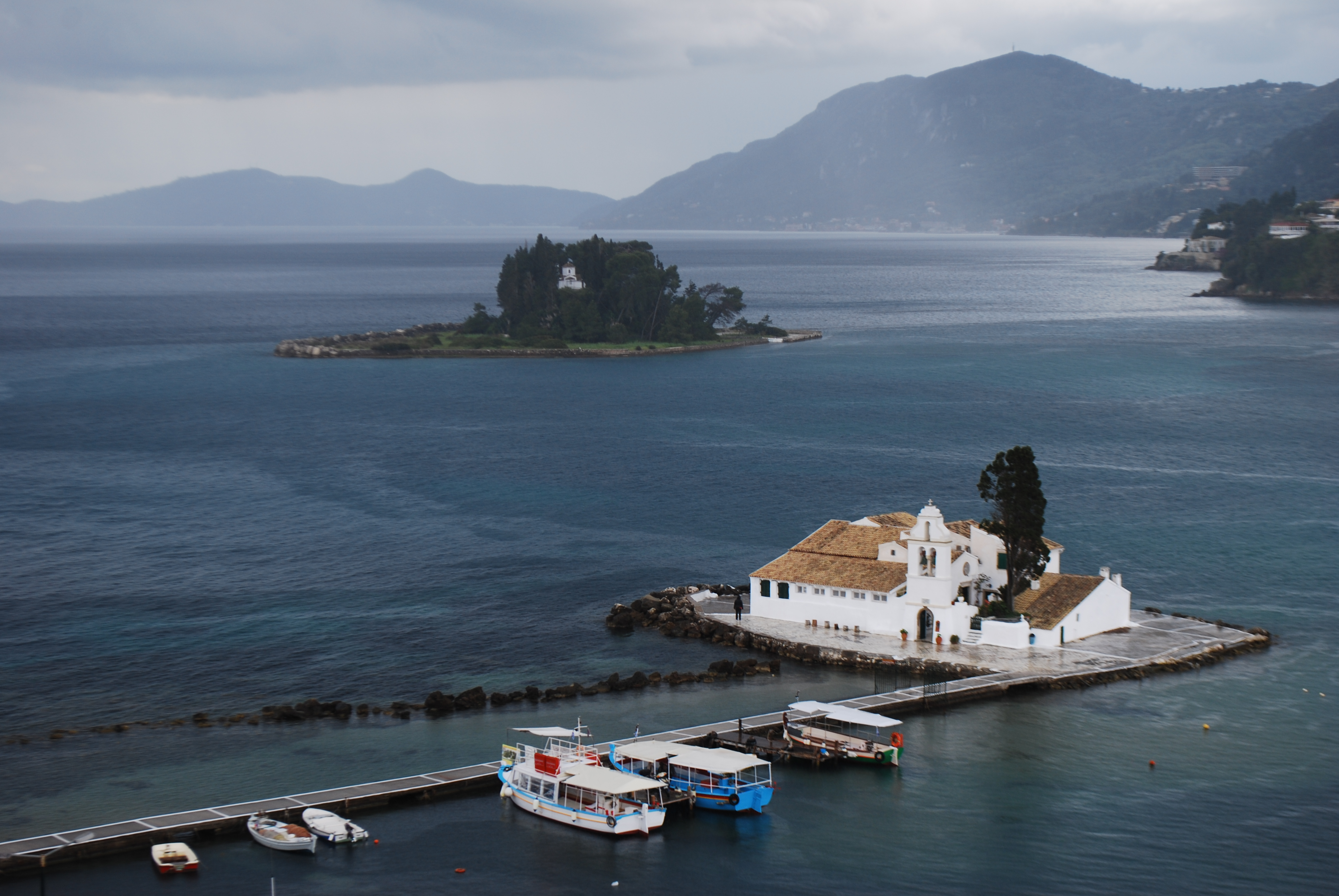
Vista de Corfu
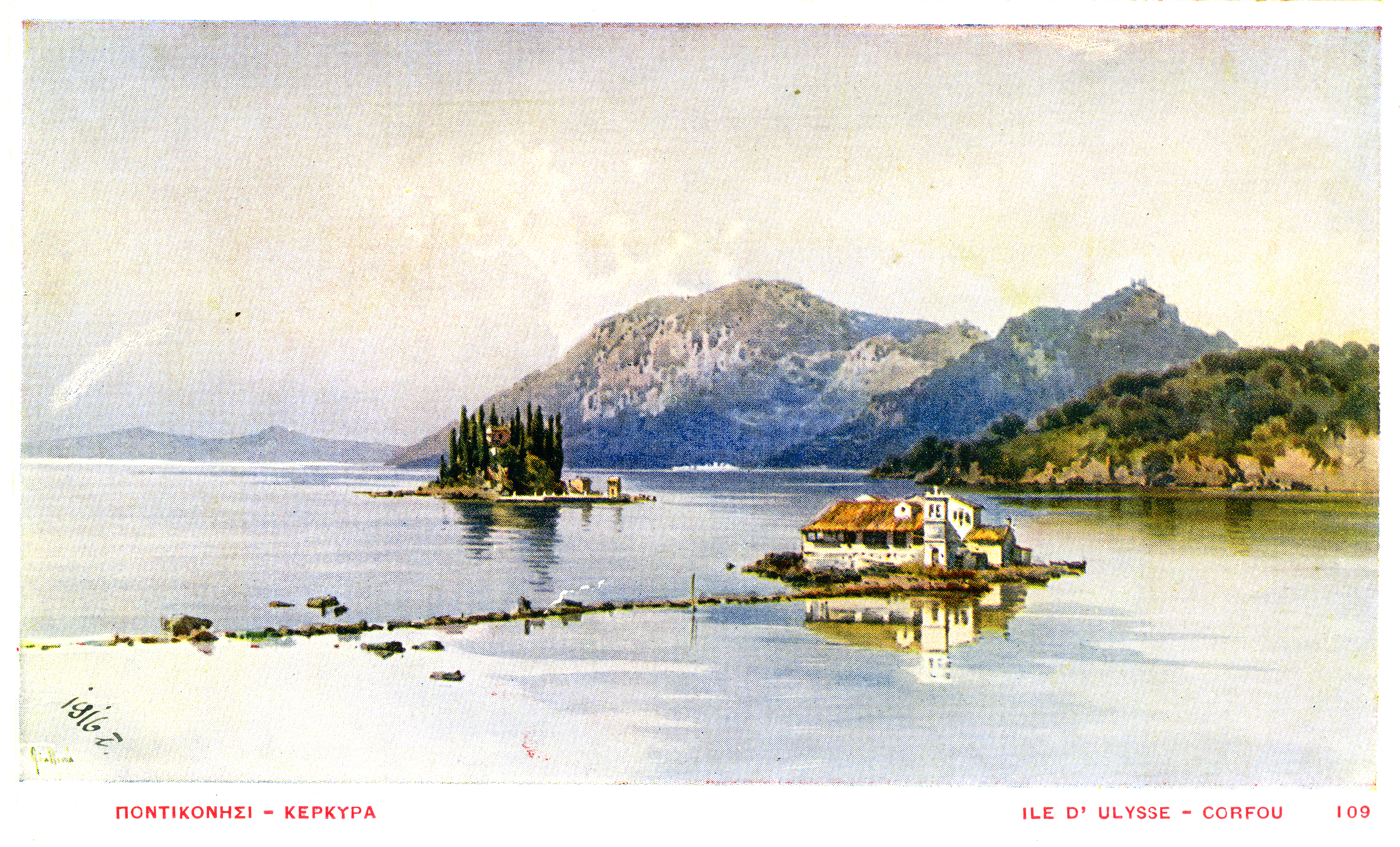
Reprodução de uma obra de Angelos Giallinas (1857-1939)